# HD5458
HD5458 є хімічно пекулярною зорею спектрального класу
B6 й має видиму зоряну величину в смузі V приблизно  9,0.